# Харель, Иссер
Иссер Харель (ивр. איסר הראל‎, при рождении — Израиль Натанович Гальпе́рин, 1912, Витебск, Российская империя — 18 февраля 2003, Петах-Тиква, Израиль) — руководитель служб разведки и безопасности Израиля с 1948 по 1963 годы.
Известен тем, что был единственным человеком в истории Израиля, совмещавшим руководство разведкой и контрразведкой. Фактически именно он создавал «Моссад». Лично возглавлял операцию по захвату нацистского преступника Адольфа Эйхмана в Аргентине в 1960 году.

## Биография
Израиль Гальперин родился в Витебске (Российская империя, сейчас Беларусь) в богатой семье. Был младшим из 4 сыновей еврея-коммерсанта.
Его отец, Натан Гальперин, был выпускником Воложинской ешивы. Его мать, урождённая Иохевед Левина, была младшей дочерью владельца заводов по производству уксуса в Двинске (Даугавпилс) и Витебске. Тесть назначил Натана Гальперина управляющим заводом в Витебске.
Точная дата рождения Израиля Гальперина неизвестна, документы утеряны во время революции и Первой мировой войны в России. Фамилию он поменял уже в Израиле в 1948 году.
После революции его семья потеряла всё своё имущество, которое было конфисковано коммунистическими властями. Не позднее 1917 года они эмигрировали из Советской России в Даугавпилс (Латвия). Его младший брат Давид Натанович Гальперин (1917—1942, погиб в бою под Наро-Фоминском) родился уже в Даугавпилсе. В Даугавпилсе же Харель учился в начальной и средней школе.
Там же он присоединился к молодёжной сионистской организации «Хашомер-Хацаир». Поскольку он собирался переехать в Палестину и жить в кибуце, то, даже не сдав выпускные экзамены, он уехал работать на сельскохозяйственную ферму под Ригой.
В 1929 году после кровавого антиеврейского погрома в Хевроне Харель и его молодые друзья приняли решение переехать в Палестину для укрепления еврейских поселений. 17-летний Иссер приехал в Палестину в 1930 году с пистолетом, который он прятал в буханке хлеба и пронёс через британскую таможню.
В Палестине он почти сразу после приезда вступил в подпольную военизированную организацию еврейской самообороны «Хагана» и до 1935 года жил в кибуце Шфаим, а затем — в Герцлии.
В кибуце Иссер познакомился с еврейской девушкой из Польши по имени Ривка и после непродолжительного ухаживания женился на ней. Все знакомые были очень удивлены, поскольку Харель был человеком угрюмым и необщительным, а Ривка, напротив, была очень шумной, весёлой, любила развлечения и танцы. Она была единственным человеком, кроме премьер-министра Израиля Давида Бен-Гуриона, которому Харель когда-либо подчинялся. Соседи прозвали её «Амазонка».
За трудолюбие в кибуце Иссер, с учётом его советского происхождения, получил кличку «Стахановец».
В Герцлии Иссер с женой и её сёстрами занимались уборкой фруктов, а затем открыли собственное дело по выращиванию цитрусовых. Однако летом 1940 года «Хагана» направила Хареля в тренировочный лагерь в Яарот ха-Кармел, где он учился стрельбе и осуществлению диверсионных акций. После окончания этой спецшколы Харель почти всю жизнь работал в израильских спецслужбах.
В 1935—1944 годах он работал на дорожном строительстве и прокладке оросительных систем, являясь одновременно членом «Хаганы» и активным бойцом отрядов еврейской самообороны. В период с 1940 по 1944 годы Харель служил в береговом патруле Хаганы — встречал нелегальных иммигрантов.
По утверждению самого Хареля, «Хагана» перевела его на нелегальное положение после того, как он избил британского старшего офицера за антисемитскую реплику.
Был одним из соратников и доверенных лиц премьер-министра Израиля Давида Бен-Гуриона. Возглавлял разведку «Моссад» и контрразведку «Шин-Бет» Израиля. После отставки был советником премьер-министра, членом Кнессета, написал 12 книг.
Воинское звание — подполковник.
Умер 18 февраля 2003 года в возрасте 91 года в медицинском центре «Бейлинсон» в Петах-Тикве.

## Руководитель разведки и контрразведки
Работа в разведке для Хареля началась в 1944 году. За два года до этого внутри Хаганы была сформирована первая служба безопасности «Шерут едиот» (ивр. שירות ידיעות‎, «Информационная служба») или сокращенно «Шай», в рамках которой Харелю была поручена работа в так называемом «Еврейском дивизионе» или отделе внутренней безопасности. Дов Конторер утверждает, что Харель работал на Шай уже с 1942 года, собирая развединформацию из британских источников.
На момент прихода Хареля весь отдел внутренней безопасности состоял из трёх человек — начальника, секретарши и самого Хареля. В его компетенции была информация о правой оппозиции «Хагане», в частности «Иргун» и «ЛЕХИ». В 1946 году Харель возглавил Еврейский дивизион, а в 1947 году — стал руководителем тель-авивского регионального отдела «Шай».
В это же время он получил прозвище «Иссер-маленький» — формально за рост 155 сантиметров, а ещё чтобы отличать от «Большого Иссера» — Беери, который возглавлял к этому времени всю службу «Шай».
«Служба общей контрразведки» (впоследствии «Общая служба безопасности») Шабак (Шин-Бет) была создана через несколько недель после провозглашения Израиля — 30 июня 1948 года. Новую спецслужбу возглавил Иссер Харель. В начале 1950-х годов осуществлялась активная слежка за правыми экстремистами из Иргуна и Лехи, а затем за левыми активистами из партии «МАПАМ», которых Харель подозревал в шпионаже в пользу СССР.
19 сентября 1952 года Харель стал руководителем внешней разведки — «Моссад» и оставался на этом посту до 26 марта 1963 года. В эти же годы Харель одновременно возглавлял объединённый комитет руководителей всех израильских секретных служб и был советником премьер-министра по вопросам обороны и безопасности.
В это время весь Моссад размещался в трёх комнатах и имел штат 12 человек. Почти сразу же после вступления в должность Харель добился от Бен-Гуриона десятикратного увеличения бюджета Моссад и реорганизовал работу службы. При нём в Моссад была создана спецшкола для подготовки агентов и установлены жёсткие стандарты для отбора кандидатов. Он говорил:

Мне нужны люди, испытывающие отвращение к убийству, но которых, тем не менее, можно научить убивать…

Харель считал, что Моссад должен помочь стране компенсировать разницу в ресурсах между Израилем и его противниками:

Мы окружены врагами, которые намного превосходят нас в численном отношении. Поэтому мы вынуждены выдвигать нашу разведку как можно дальше. Она служит нам подобно длинной руке, помогая скомпенсировать недостаток времени и пространства

Он был единственным человеком в истории Израиля, который совмещал руководство разведкой и контрразведкой. Для этого уникального положения Давид Бен-Гурион придумал в 1957 году специальную должность на иврите HaMemuneh («ответственный»). Эта должность не была официальной, однако авторитет Хареля в спецслужбах Израиля был непререкаем. Фактически он был человеком номер два в государстве, поскольку подчинялся только главе правительства и руководил всеми спецслужбами страны.
Харель лично возглавлял операцию по поимке нацистского военного преступника Адольфа Эйхмана 11 мая 1960 года в Аргентине. Об этих событиях он написал книгу «Дом на улице Гарибальди» (на русском она вышла под названием «Похищение палача»).
Многие традиции в «Моссад» пошли именно от Хареля, например экономия, недоверие к технике и повышенная секретность. О его любви к конспирации ходили легенды и анекдоты — например, рассказывали, будто он на вопрос таксиста «Куда ехать?» ответил «Это секрет».
До 1960 года имя Хареля не появлялось в открытой печати. Известен он стал после захвата Эйхмана, когда появился на заседании Кнессета, посвящённого этому событию.

## Отставка
В марте 1963 года между Харелем и Бен-Гурионом возникли острые разногласия. Они были связаны с операциями Моссад в Египте.
Незадолго до этого Бен-Гурион заключил тайное соглашение с Конрадом Аденауэром о том, что Германия выплатит Израилю крупные суммы денег в качестве компенсации за преступления нацистов, а также поставит большую партию оружия, в котором Израиль очень нуждался.
В это же время Харель развернул в Египте операцию «Дамоклов меч» против немецких учёных, помогавших Египту в разработке ракетной программы, которую Харель считал чрезвычайно опасной для Израиля. Немецкие специалисты получали от агентов Моссад угрожающие письма, а затем и посылки, начинённые взрывчаткой. Таким способом Харель рассчитывал заставить их уехать из Египта.
В конце марта 1963 года Бен-Гурион попросил Хареля свернуть операцию в Египте, чтобы не ставить под угрозу отношения с ФРГ. Однако Харель приказал активизировать теракты против немецких учёных. Результатом стало обострение отношений с Германией, которая прекратила поставки новейшего оружия Израилю. Это вызвало конфликт между ним и Бен-Гурионом, и Харель подал в отставку 26 марта.
С Бен-Гурионом Харель восстановил отношения в июне 1966 года. В этот день жена Бен-Гуриона Полина организовала у себя дома их встречу. Они обнялись, Харель заплакал, а Бен-Гурион подарил ему фотографию, на обороте которой было написано:

«Иссеру — защитнику чести и безопасности страны. Бен-Гурион»

## Политическая деятельность
После отставки с поста руководителя Моссад Харель с сентября 1965 по июнь 1966 года был советником по вопросам разведки и борьбы с террором премьер-министра Леви Эшколя. Однако в связи с личным соперничеством с новым главой Моссад Меиром Амитом ему пришлось уйти в отставку и с этого поста — на этот раз окончательно завершив свою работу в разведке. Последним поводом для отстранения Хареля стал конфликт вокруг дела Бен-Барки.
Впоследствии избирался депутатом Кнессета 7-го созыва с 17 ноября 1969 по 21 января 1974 года, был членом комиссии по внутренним делам.

## Характер, привычки и убеждения
Харель был авторитарным руководителем, все сотрудники «Моссад» подчинялись и были преданы лично ему. Жёсткий стиль Харель сочетал с заботой о хороших сотрудниках и создании у них чувства престижности и элитарности. Кроме того, что он прилагал все усилия, чтобы вытащить в Израиль провалившегося агента, но даже схваченного на вражеской территории не по своей вине он оставлял на работе, и многие из агентов впоследствии успешно работали с новыми документами, под новой легендой, в другой стране.
Харель не любил и не понимал юмора, а также никогда не шутил сам. Единственное не совсем серьёзное высказывание Хареля:

Из всех людей моих голубых глаз не боятся только собаки и дети

Один из его сотрудников однажды заметил, что если бы Харель не уехал из России, то точно стал бы начальником КГБ, а «этого монстра Берию проглотил бы на завтрак и не поперхнулся».
Харель был убеждён, что настоящие защитники Израиля должны придерживаться жёстких моральных принципов и практически пуританских правил поведения. Всю свою жизнь и работу подчинил этому принципу. Знавшие Хареля отзывались о нём как о человеке кристальной честности.
Харель любил оперу и романы Агаты Кристи. Шпионские детективы, за исключением романов Джона Ле Карре, презирал и говорил, что «таких шпионов ловили бы на третий день по дюжине».
Иссер Харель под именем «Мемуне» был одним из героев детективного романа Дерека Картуна «Падение Иерусалима».

## Книги
- «Великий обман: политический роман» ивр. התרמית הגדולה, הוצאת שקמונה‎ (1971)
- «Джихад» ивр. ג'יהאד‎ (1972)
- «Дом на улице Гарибальди» (иврит, 1975). Переведена на английский: Harel I. The House on Garibaldi Street: The First Full Account of the Capture of Adolf Eichmann = ברחוב גריבלדי, תל אביב: ספריית מעריב. — Bantam Books, 1976. — 328 с., переиздана в 1997, ISBN 978-0-7146-4315-1. На русском — «Похищение палача» (1992).
- «Анатомия измены» ивр. אנטומיה של בגידה: "האדם השלישי" והמפולת במצרים‎ (1980)
- «Операция Йосселе» (иврит) (1982)
- «Кризис немецких учёных» (иврит) (1982)
- «Брат против брата: квалифицированный всесторонний анализ Дела Лавона» (иврит) (1982)
- «Правда о убийстве Кастнера» (иврит) (1985)
- «Советский шпионаж» (иврит) (1987)
- «Безопасность и демократия» (иврит) (1989)[16]